# Florència-Empoli
La Florència-Empoli (en italià:Firenze-Empoli) és una cursa ciclista d'un dia entre les ciutats italianes de Florència i Empoli, a la Toscana. Creada al 1988, està reservada a ciclistes amateurs i sub-23.

## Palmarès
| Any  | Vencedor             | Segon             | Tercer              |
| ---- | -------------------- | ----------------- | ------------------- |
| 1988 | Giovanni Scatà       |                   |                     |
| 1989 | Sandro Manzi         |                   |                     |
| 1990 | Valerio Donati       |                   |                     |
| 1991 | Maurizio Tomi        |                   |                     |
| 1992 | Paolo Fornaciari     |                   |                     |
| 1993 | Raffaele Cimmino     |                   |                     |
| 1994 | Alessandro Calzolari |                   |                     |
| 1995 | Fabio Colombini      |                   |                     |
| 1996 | Gabriele Balducci    |                   |                     |
| 1997 | Luca Cei             |                   |                     |
| 1998 | Yauheni Seniushkin   |                   |                     |
| 1999 | Volodymyr Gustov     |                   |                     |
| 2000 | Leonardo Branchi     |                   |                     |
| 2001 | Yaroslav Popovych    | Lorenzo Bernucci  | Roman Luhovyy       |
| 2002 | Roman Luhovyy        |                   |                     |
| 2003 | Daniele Di Nucci     | Gianluca Coletta  | Rosario Ferlito     |
| 2004 | Nicola Scattolin     | Massimo Mazzanti  | Fabrizio Amerighi   |
| 2005 | Daniele Di Nucci     | Emanuele Rizza    | Riccardo Riccò      |
| 2006 | Aurélien Passeron    | Manolo Zanella    | Teddy Turini        |
| 2007 | Cristiano Benenati   | Francesco Ginanni | Giuseppe Di Salvo   |
| 2008 | Pierpaolo De Negri   | Massimo Pirrera   | Teddy Turini        |
| 2009 | Davide Appollonio    | Fabio Fadini      | Pierpaolo De Negri  |
| 2010 | Kristian Sbaragli    | Matteo Belli      | Massimo Pirrera     |
| 2011 | Matteo Mammini       | Winner Anacona    | Antonio Parrinello  |
| 2012 | Marco Zamparella     | Massimo Pirrera   | Luca Dugani Flumian |
| 2013 | Alberto Bettiol      | Thomas Fiumana    | Gennaro Giustino    |
| 2014 | Luca Sterbini        | Luca Benedetti    | Thomas Pinaglia     |
| 2015 | Thomas Pinaglia      | Andrea Toniatti   | Simone Bernardini   |
| 2016 | Davide Ballerini     | Vincenzo Albanese | Nicola Bagioli      |
| 2017 | Gabriele Bonechi     | Paolo Baccio      | Emanuele Onesti     |